# The Girl of the Gypsy Camp
The Girl of the Gypsy Camp è un cortometraggio muto del 1915 diretto da Langdon West. Prodotto dalla Edison Company, il film in tre rulli aveva come interpreti Bessie Learn,  Carlton S. King e Johnnie Walker.

## Produzione
Il film fu prodotto dalla Edison Company.

## Distribuzione
Fu distribuito dalla General Film Company.